# Tigre (fleuve)
Ne doit pas être confondu avec Tibre.
Pour les articles homonymes, voir Tigre (homonymie).
Le Tigre est un fleuve de Mésopotamie long de 1 900 km. Ce fleuve prend sa source en Turquie comme l'autre grand fleuve de la région, l'Euphrate.

## Géographie

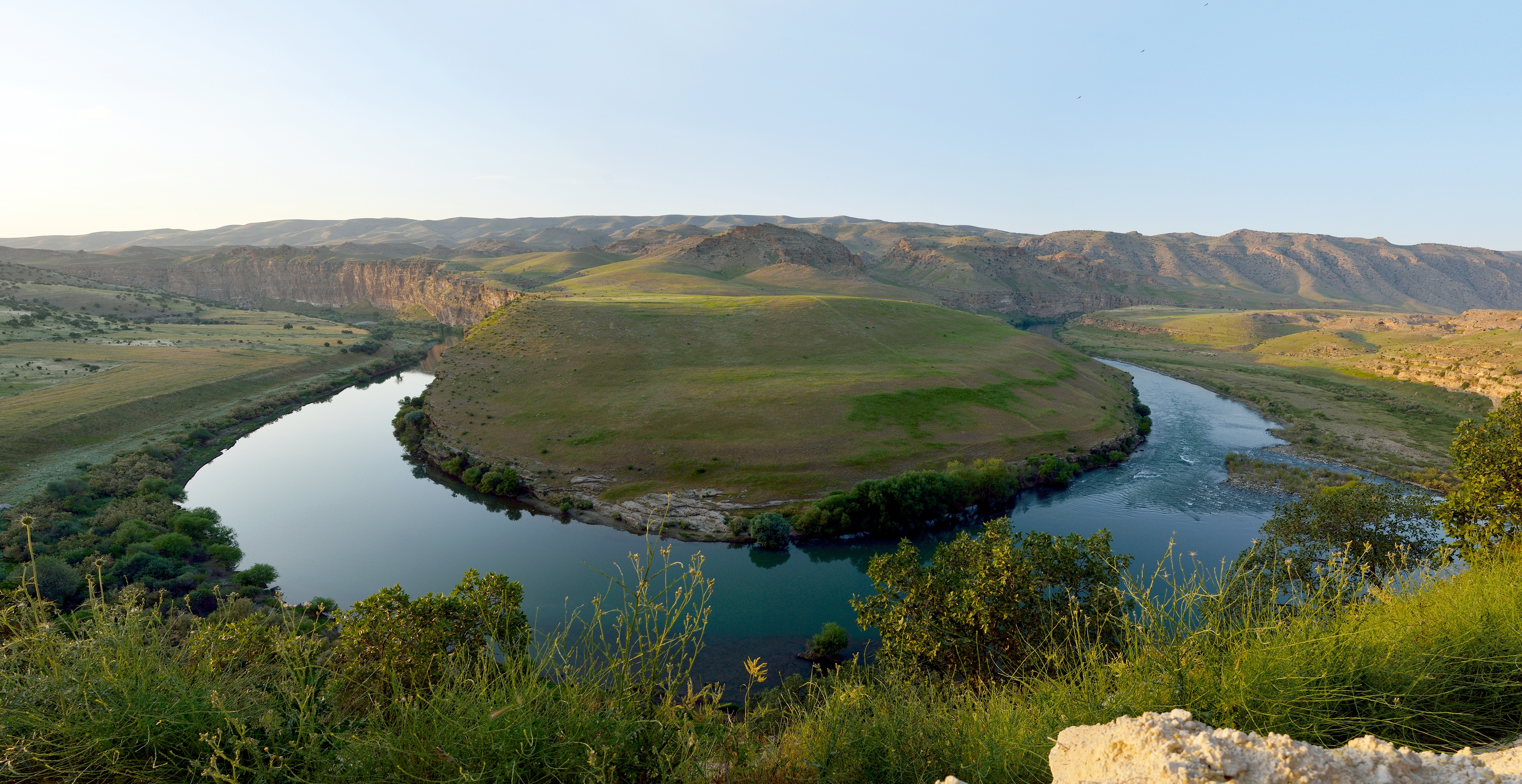
Le Tigre à Batman (Turquie).

Il prend sa source dans le Taurus (haut-plateau arménien, Turquie) puis parcourt la Syrie et l'Irak du Nord au Sud en passant par Mossoul et Bagdad. Ensuite, il rejoint l'Euphrate pour former un estuaire commun, le Chatt-el-Arab, long de 200 km, qui débouche dans le golfe Persique.
Comme l'Euphrate, le Tigre traverse en Irak essentiellement une région désertique et son alimentation en eau dépend de contrées montagneuses étrangères. Son régime, fortement influencé par la fonte des neiges, était très irrégulier, mais il a été partiellement régulé par des barrages. Le barrage de Samarra oriente les eaux excédentaires lors des crues vers la dépression du Tharthar dans la basse Djézireh. De là, un canal rejoignant l'Euphrate permet de réutiliser ces eaux et de renforcer le débit de l'Euphrate. Moins long que l'Euphrate, le Tigre fournit un volume nettement plus important d'eau à l'Irak (de 47 à 50 km3 suivant les sources).
Ses principaux affluents, descendant de la montagne du Zagros et des montagnes d'Iran, confluent sur sa rive gauche.
Sur sa rive droite, il se rapproche fortement de l'Euphrate à partir de la région de Bagdad.
Dans la partie basse de son cours, son profil en longueur très plat a entraîné la formation de marécages importants qui s'étendaient sur 12 000 km2 entre le Tigre et l'Euphrate. Ces marais étaient en forte régression sous le double effet de la construction de nombreux barrages sur les deux fleuves et d'une politique de drainage inconsidérée, mais à la suite de la guerre d'Irak en 2003, les Chiites du sud ont partiellement détruit les digues, reconstituant ainsi 40 % des marais.
Le Tigre est un sujet de friction entre l'Irak et la Turquie, cette dernière voulant encore réduire son débit par la construction de nouveaux barrages.

## Étymologie et nom dans d'autres langues
Le nom sumérien original du Tigre était 𒀀𒇉𒈦𒄘𒃼, Idigna (probablement dérivé de *id (i)gina, eau courante). Ce terme sumérien, qui peut être interprété comme « le fleuve rapide », oppose le Tigre à son voisin, l’Euphrate, dont le rythme lent lui a fait déposer plus de limon et construire un lit plus élevé que celui du Tigre. Le terme fut emprunté par les Akkadiens, qui l'appelaient 𒀀𒇉𒈦𒄘𒃼, Idiqlat, d'où dérive le nom dans les autres langues sémitiques (hébreu, arabe, syriaque...), mais aussi en kurde, en turc et en persan actuels.
Le nom adopté par les Grecs anciens, Τίγρις, Tigris, forme alternative de Tígrēs (Τίγρης), issu du vieux perse 𐎫𐎡𐎥𐎼𐎠 (Tigrā), lui-même de l'élamite Tigra, forme dérivée différemment du sumérien 𒀀𒇉𒈦𒄘𒃼 Idigna.
Un autre nom attesté pour le Tigre fut Arvand Rud (littéralement « rivière rapide » en moyen perse) qui a été utilisé durant le temps de l'Empire achéménide. Mais aujourd’hui, Arvand Rud (persan : اروندرود) désigne, en Iran, la confluence de l'Euphrate et du Tigre, connue en arabe sous le nom de Chatt-el-Arab.
| Langage                  | Noms pour Tigre                                                             |
| ------------------------ | --------------------------------------------------------------------------- |
| Akkadien                 | 𒀀𒇉𒈦𒄘𒃼 ídIdiqlat                                                             |
| Arabe                    | دجلة, Diğlä                                                                 |
| Arménien                 | Տիգրիս, Tigris                                                              |
| Grec ancien              | ἡ Τίγρης, -ητος, hē Tígrēs, -ētos; ἡ, ὁ Τίγρις, -ιδος, hē, ho Tígris, -idos |
| Judéo-araméen babylonien | דיגלת‎, דיקגלת‎, diqlāṯ ou diglāṯ                                             |
| Hébreu                   | חידקל , Ḥîddeqel                                                            |
| Hourrite                 | Aranzah                                                                     |
| Kurde                    | Dîcle (Prononciation : Didjlé)                                              |
| Persan                   | Vieux-perse:Tigrā; Persan:دجله Dijle                                        |
| Sumérien                 | 𒀀𒇉𒈦𒄘𒃼 ídIdigna/ídIdigina                                                    |
| Syriaque                 | ܕܩܠܬ Deqlath                                                                |
| Turc                     | Dicle (Prononciation : Didjlé)                                              |

## Données hydrographiques
Le Tigre s'écoule sur 1 850 km dont 400 en Turquie, 32 sur la frontière syrienne et 1 418 en Irak.

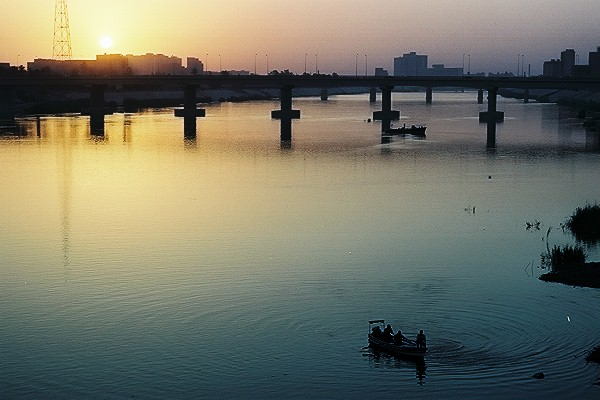
Le Tigre à Bagdad.

| Pays    | longueur (km) | Surface (km2) | Proportion | Contribution au débit |
| ------- | ------------- | ------------- | ---------- | --------------------- |
| Turquie | 400           | 45 000        | 12 %       | 51 %                  |
| Syrie   | 32            | 1 000         | 0,2 %      | 0 %                   |
| Irak    | 1 418         | 292 000       | 54 %       | 39 %                  |
| Iran    | affluents     | 37 000        | 34 %       | 10 %                  |

| Affluent                      | Surface du bassin en milliers de km2 | Débit moyen en milliards de m3 |
| ----------------------------- | ------------------------------------ | ------------------------------ |
| Tigre (à la frontière turque) | 155                                  | 21                             |
| Grand Zab                     | 26                                   | entre 10 et 13,5               |
| Petit Zab                     | entre 21,5 et 31                     | 7,2                            |
| Adhaim                        | 13                                   | 0,8                            |
| Diyala                        | 32,9                                 | entre 5,4 et 5,7               |
| Total                         | 258                                  | entre 44,4 et 48,2             |

### Les débits mensuels à Bagdad
Le débit du Tigre a été observé pendant 32 ans (entre 1906 et 1972) à Bagdad, capitale irakienne située à quelque 400 kilomètres en amont de son confluent avec l'Euphrate.
À Bagdad, le débit annuel moyen ou module observé sur cette période était de 1 210 m3/s pour une surface prise en compte de 134 000 km2, soit près de 55 % de la totalité du bassin versant du fleuve.
La lame d'eau écoulée dans cette partie du bassin, de loin la plus importante du point de vue de l'écoulement (80 % du débit total du fleuve), atteint ainsi le chiffre de 285 millimètres par an, ce qui est élevé pour la région.

### Affluents

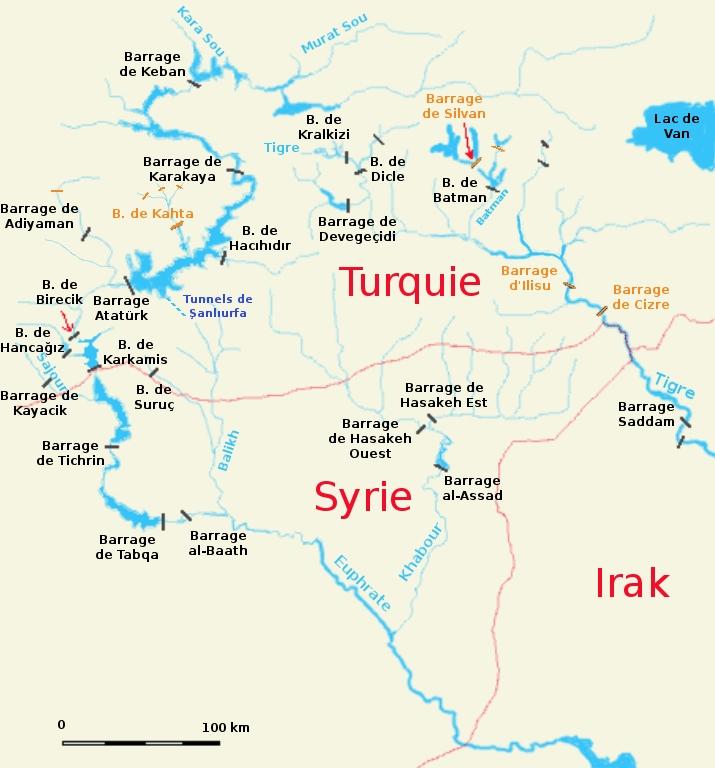
Ouvrages hydrauliques du haut bassin Tigre-Euphrate.

- Turquie :
  - Batman
  - Bitlis
  - Hezil Çayı
- Irak :
  - Khosr
  - Grand Zab
  - Petit Zab
  - Diyala
  - Adhaim
- Iran (sur l'Arvandroud (ou Chatt-el-Arab)) :
  - Karoun
  - Karkheh

## Ouvrages hydrauliques
La Turquie a disposé plusieurs barrages sur les affluents du Tigre dont le principal, mis en service en 2019, est le barrage d'Ilısu (voir « Projet d'Anatolie du Sud-Est », le projet turc d'aménagement du Sud-est anatolien).
L'Irak a également aménagé le fleuve pour irriguer et assécher les marais du sud-est.

### Ouvrages situés en Turquie
Voir « Liste des ouvrages hydrauliques du GAP » pour accéder à la liste complète des ouvrages turcs construits ou prévus sur le bassin du Tigre et de l'Euphrate
- le barrage de Kralkızı
- le barrage de Dicle
- le barrage de Cizre
- le barrage d'Ilisu : barrage fortement contesté (voir l'article)
- le barrage de Garzan
- le barrage de Kayser
- le barrage de Silvan

### Ouvrages situés en Syrie
La Syrie prévoit de créer des zones irriguées à partir de stations de pompage dans le Tigre.

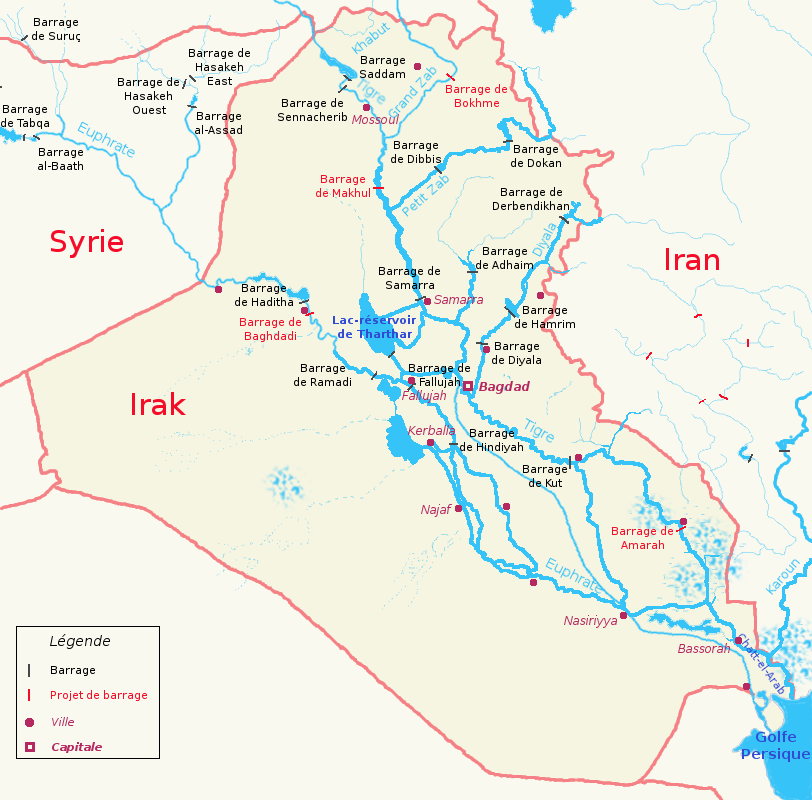
Ouvrages hydrauliques irakiens.

### Ouvrages situés en Irak
D'amont en aval :
- le barrage de Mossoul ou barrage Saddam
- le barrage de Samarra : il protège des crues du Tigre en détournant les eaux vers la dépression du Thartar,
- le barrage de Kut
- le Barrage de Makhoul